# 高崎車両センター
高崎車両センター（たかさきしゃりょうセンター）は、群馬県前橋市古市町（敷地の一部は元総社町に跨る）に所在する東日本旅客鉄道（JR東日本）の車両基地。新前橋駅に隣接する。同社首都圏本部の管轄。下部組織として、埼玉県熊谷市・深谷市に籠原派出所を持つ。
1956年（昭和31年）11月に高崎第二機関区に設置された電車検修・運転部門を前身とし、現在地での高崎第二機関区新前橋派出所の新設（後日上記部門が移転）や新前橋電車区への改編を経て、2005年の同電車区検修部門独立によって現名称となった。

## 事業所

### 本所
上越線（高崎駅 - 水上駅間）、信越本線（高崎駅 - 横川駅間）、両毛線、吾妻線の運用車両を一手に受け持つ車両基地であり、上越線と両毛線の接続駅である新前橋駅に隣接している。
高崎線・上越線への電車投入のため1956年（昭和31年）に高崎市の高崎操車場に隣接する高崎第二機関区に設置された電車検修・運転部門を源流とする。1958年（昭和33年）に現在地に高崎第二機関区新前橋派出所が新設されて同部門が移転、1959年（昭和34年）には高崎鉄道管理局管内初の電車区である新前橋電車区として独立した。以後高崎地区随一の電車基地として多様な車両が配置され、1987年（昭和62年）の国鉄分割民営化では東日本旅客鉄道（JR東日本）に継承された。
2005年（平成17年）には検修部門と運転部門を分離する組織改編が行われ、前者が高崎車両センター、後者が新前橋運輸区となった。同時に、高崎市の高崎車両センター（初代）を高崎車両センター高崎支所として、籠原運輸区の検修部門を高崎車両センター籠原派出所として傘下に組み込んだ。なお、高崎支所は2022年にぐんま車両センターとして独立している。

#### 業務
- 車両検修業務（配置車両の交番検査、臨時検修、車両故障対応、車輪転削、検査技術指導・管理など）
- 車両整備業務（配置車両の車両室内清掃、外板清掃など）
- 構内運転業務（仕業検査、構内入換・誘導、パングラフ擦り板点検など）  これらの業務の一部は協力会社（JR高崎鉄道サービス）に委託している[21][22]。

#### 設備
（出典：『鉄道ピクトリアル』2001年9月号「特集：JR高崎・宇都宮線」内「新前橋電車区の概要」p.44 構内配線略図、『鉄道ダイヤ情報』2016年5月号 解説：結解学 シリーズ車両基地 2016 Vol.30「JR東日本　高崎車両センター」p.63 高崎車両センター・新前橋駅配線構内図、『鉄道ファン』2001年12月号「特集：短絡線ミステリー5 車両基地はどこだ？〜在来線の特急配置区を探る〜」内 東日本旅客鉄道 6 新前橋電車区「高シマ」p.19および『鉄道ファン』2006年1月号「特集：短絡線ミステリー8」内 首都圏・関西圏JR通勤電車の車両基地 東北・高崎線（5）新前橋電車区「高シマ」p.45新前橋駅付近の配線略図より）
敷地面積：約3万7,000 m2
構内は新前橋駅5番線脇から北西に向かって
- 電留線：1線（5両編成が留置できる）
- 転削線（車輪転削盤設置）：1線
- 収容線（0・1番線）：2線（収容0番線は8両編成長だが、それ以外の11番線までは10両 - 13両編成長の長さを持つ[26]）
- 洗浄線（2 - 5番線）：4線（手洗浄作業台、汚物抜き取り装置を備えている）
- 収容線（6 - 11番線）：6線（一部に高所作業台設置）
- 交検線（12 - 14番線）：3線（交検庫設置、12番線のみ10両編成長、それ以外は8両編成長[26]）
- 臨検線（15・16番線）：2線（臨検庫設置・天井クレーン、リフティングジャッキを備えており、機器の吊り替えや修理等を行う[25]）
- 倉庫線（17番線、有効長は53mのみ）：1線

が配置されている。入出区は水上方の引き上げ線または本線付設の分合線を使用して、折り返してから行う。構内入換線には車両洗浄機を備えている。

### 籠原派出所
埼玉県深谷市東方（構内事務所の所在地、構内は駅ホーム側が熊谷市で、高崎方は深谷市）に所在し、高崎線籠原駅に隣接する。前身組織を含め車両配置があったことはなく、高崎線、宇都宮線、東海道本線や横須賀線に直通する上野東京ラインおよび湘南新宿ラインの中距離電車の電留基地となっている。
籠原派出所は、高崎第二機関区の電車検修・運転部門と同じ1956年（昭和31年）に高崎第二機関区籠原派出所として設置され、新前橋電車区発足時には新前橋電車区籠原派出所となった。当初は運転部門のみからなり、検修部門や電留基地は有していなかったが、1964年および1968年に電留線が設置され、1969年（昭和44年）には検修部門も開設されて籠原電車区として独立し、国鉄分割民営化後の1988年（昭和63年）には籠原運転区、籠原運輸区と改称した。2005年（平成17年）の本所の組織変更と同時に検修部門が分離し、高崎車両センター籠原派出所となった。

#### 業務
- 構内運転業務（構内入換・誘導、高崎線電車の解放・増結）
- 車両検修・整備業務（仕業検査など）

#### 設備
（『鉄道ファン』2006年1月号「特集：短絡線ミステリー8」内「首都圏・関西圏JR通勤電車の車両基地 東北・高崎線（4）籠原電留線」p.44 籠原駅付近の配線略図より）
高崎線籠原駅ホーム南側に隣接する地点から、同駅高崎方（西方）約2kmまで、本線南側に平行している。
敷地面積：約2万3,000 m2
- 電留線：17線、出入区線：1線

## 沿革
本節では、本所と籠原派出所の沿革を分けて記述する。

### 本所
前身となる高崎第二機関区の電車検修・運転部門は1956年（昭和31年）11月15日に設置され、高崎線・上越線での電車運転が本格的に開始された同月19日のダイヤ改正に伴って配置車両80系38両、職員75名（乗務員24名、検修その他51名）の体制で業務活動を開始した。1958年（昭和33年）4月1日には新前橋駅構内に隣接する現在地に高崎第二機関区新前橋派出所が新設され、同月15日に電車検修・運転部門が現地に移転、そして1年後の1959年（昭和34年）4月20日に高崎鉄道管理局管内初の電車区として新前橋電車区が発足した。高崎第二機関区時代「高タカ二」（「高」は高崎鉄道管理局を、「タカ」は高崎を、「二」は第二機関区を意味する電略号から構成されている）であった電報略号は、新前橋電車区発足により「高シマ」となった。
運転部門と検修部門の両方を有する高崎地区随一の電車基地となった新前橋電車区には、1963年（昭和38年）2月22日に165系、1964年（昭和39年）2月25日に115系（当初0番台、300番台は1973年（昭和48年）10月30日、1000番台は1978年（昭和53年）3月6日）、1967年（昭和42年）12月4日に横軽協調運転試作車の165系900番台（→169系）、1981年（昭和56年）12月8日に185系（200番台）、1985年（昭和60年）12月19日に211系（1000・3000番台）と次々に新製車両が配置された。1987年（昭和62年）4月1日の国鉄分割民営化では東日本旅客鉄道に継承され、東京圏運行本部高崎運行部（翌1988年（昭和63年）4月に高崎支社に改称）の管轄となった。その後も1988年（昭和63年）11月30日には107系が、1999年（平成11年）3月31日と2001年（平成13年）3月21日にはジョイフルトレイン用485系（前者が「やまなみ」、後者が「せせらぎ」、後に両者は一部を除き「リゾートやまどり」へ再改造）が配置され、普通列車用の一般・近郊形電車を主力としつつも、優等列車用の特急形・急行形電車、観光用列車のジョイフルトレイン、その他事業用車両など、バラエティー豊かな車両が所属する総合電車区となった。2001年（平成13年）には同電車区の所属車両のピークとなる595両に達している。
2005年（平成17年）12月10日、組織変更に伴って新前橋電車区から検修部門が独立して高崎車両センターとなり、2004年から高崎車両センターと称していた高崎駅南東の車両基地が高崎車両センター高崎支所として、籠原運輸区の検修部門は高崎車両センター籠原派出所として本センターの下部組織となった。なお、新前橋電車区の運転部門は高崎車掌区の一部と統合し、運転士及び車掌が所属する乗務員組織である新前橋運輸区となっている。2012年（平成24年）にE233系（3000番台）が配置され、所属車両数は翌年には新前橋電車区時代を超えた636両に達した。2022年（令和4年）3月12日、高崎車両センター高崎支所はぐんま車両センターとして本所から独立した。2023年（令和5年）には高崎支社から首都圏本部に移管されている。
- 1956年（昭和31年）11月
  - 15日 - 高崎第二機関区に電車検修・運転部門設置[4][5]。
  - 19日 - 高崎第二機関区に80系38両が配置、職員75名（乗務員24名、検修その他51名）の体制で業務活動開始[5][8][7]。
- 1958年（昭和33年）4月
  - 1日 - 新前橋駅構内に高崎第二機関区新前橋派出所を新設[5][6]。
  - 15日 - 高崎第二機関区電車検修・運転部門が新前橋派出所に移転、全面使用開始[4][7]。
- 1959年（昭和34年）4月20日 - 高崎第二機関区新前橋派出所が新前橋電車区と改称、高崎鉄道管理局管内初の電車区となる[4][5][8][7][9]。
- 1963年（昭和38年）
  - 2月22日 - 165系が新製配置。
  - 10月14日 - 高崎派出所（検査）を設置。
- 1967年（昭和42年）12月4日 - 横軽協調運転試作車165系900番台（→169系）が新製配置。
- 1987年（昭和62年）4月1日 - 国鉄分割民営化により東日本旅客鉄道が発足、東京圏運行本部高崎運行部管轄となる[16]。
- 1988年（昭和63年）4月1日 - 東京圏運行本部高崎運行部が高崎支社に改称、同支社の管轄となる[16]。
- 2005年（平成17年）12月10日 - 組織変更に伴い新前橋電車区の検修部門が高崎車両センター（2代・本所）となり、運転部門が新前橋運輸区となる。同時に高崎駅隣接の高崎車両センターが高崎車両センター高崎支所、籠原運輸区の検修部門が高崎車両センター籠原派出所となる[13]。
- 2022年（令和4年）3月12日 - 高崎車両センター高崎支所がぐんま車両センターとして独立[20]。
- 2023年（令和5年）6月 - 高崎支社から首都圏本部へ移管。

### 籠原派出所
高崎第二機関区の電車検修・運転部門と同じ1956年（昭和31年）11月15日に高崎第二機関区籠原派出所として設置され、1958年（昭和33年）4月1日の新前橋電車区発足時に新前橋電車区籠原派出所となった。当初は運転部門のみからなり、検修部門や電留基地は有していなかったが、電留線については輸送力調整を目的とした115系の籠原駅における分割・併合のため1964年（昭和39年）3月29日に6線が新設され、1968年（昭和43年）12月11日には高崎線中距離電車の増備対応のため増設が行われた。1969年（昭和44年）12月25日には検修部門も設置されて籠原電車区として独立し、所属車両はないものの運転部門と検修部門の両方が存在する車両基地となって籠原駅における高崎線運用電車の分割・併合作業や車両留置、仕業検査などの検修を主な業務とした。
国鉄分割民営化後の1988年（昭和63年）3月には籠原運転区、同年12月には籠原運輸区と改称した。2005年（平成17年）12月10日の本所の組織変更と同時に、検修部門が分離して高崎車両センター籠原派出所となった。
- 1956年（昭和31年）11月15日 - 高崎第二機関区籠原派出所として設置。
- 1958年（昭和33年）4月1日 - 新前橋電車区発足に伴い新前橋電車区籠原派出所となる。
- 1964年（昭和39年）3月29日 - 電留線6線を新設[28]。
- 1968年（昭和43年）12月11日 - 電留線増設工事完成[28]。
- 1969年（昭和44年）12月25日 - 籠原電車区が発足、検修部門を設置[28]。
- 1987年（昭和62年）4月1日 - 東日本旅客鉄道に継承。
- 1988年（昭和63年）3月13日 - 籠原運転区に改称[29][注 8]。
- 1988年（昭和63年）12月1日 - 籠原運輸区へ改称[29][28]。
- 2005年（平成17年）12月10日 - 検修部門（構内本部）を改編、高崎車両センター籠原派出所となる[5][12][13]。

## 配置車両に記される略号

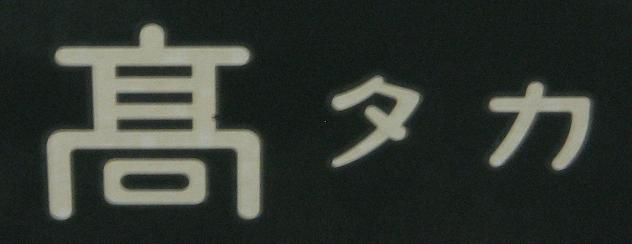
高崎車両センター 所属略号

- 「髙タカ」・「高タカ」…高崎支社を意味する「髙（高）」と、高崎を意味する「タカ」から構成される。
  - 旧・新前橋電車区時代は、高崎支社を意味する「髙（高）」と、新前橋の電報略号「シマ」から構成された。

## 配置車両
2025年4月1日時点の配置車両は以下の通り。
| 電車  | 気動車 | 機関車 | 客車 | 貨車 | 合計  |
| ----- | ------ | ------ | ---- | ---- | ----- |
| 122両 | 0両    | 0両    | 0両  | 0両  | 122両 |

211系（122両）
- 3000番台4両編成（A編成）20本（80両）、3000番台3両編成（A編成）14本（42両）が配置され、上越線（高崎 - 水上間）、信越本線（高崎 - 横川間）、吾妻線、両毛線の普通列車で運用されている[37]。2019年3月15日までは、両毛線との直通列車として宇都宮線（小山 - 宇都宮間）でも運用されていた。
- 3両編成は、3両単独での運用はなく、2本ずつ併結されて6両編成7本のC編成して運用されている[38]。C編成の組み合わせは、C2（A7+A6）、C4（A5+A4）、C6（A21+A19）、C17（A12+A11）、C8（A29+A22）、C13（A14+A8）、C15（A47+A15）となっている[38]。4両編成は、単独での運行を基本とし、先頭のクモハ211形の一部（A31 - 34, A36 - 37）は、パンタグラフが2本搭載されている[38]。
- 1985年（昭和60年）12月19日に配置が開始され、セミクロスシートの1000番台が5両編成11本（55両）、ロングシートの3000番台が5両編成46本（230両）新製投入された。その後、2000年にはE231系の導入に伴って小山電車区（現・小山車両センター）から3000番台後期車（当時のA47 - A62編成）が転入し、最盛期にはA編成（3000番台）62本とB編成（1000番台）11本の計365両が配置された。主に高崎線や東北本線において10両編成または15両編成で運用されたほか、2004年10月16日ダイヤ改正以前は湘南新宿ライン（東海道線小田原駅・横須賀線逗子駅まで）でも運用されていた。また、2009年3月14日改正で信越本線（高崎 - 横川間）での運用を終了したが、のちに再開している。
- 2005年から2006年にかけて、E231系に合わせてグリーン車を組み込む組成変更が行われた。東海道本線・伊東線の113系置き換えで余剰となった二階建てグリーン車を一部田町車両センターの車両と差し替えたうえで利用し、A編成（5両編成）34本がグリーン車組み込みのC編成（10両編成）17本に組み替えられた。C1 - C12編成には元田町車両センター配置の211系0番台の平屋グリーン車+二階建てグリーン車を1000番台に改造した車両が、C13 - C17編成には元国府津車両センター配置の113系二階建てグリーン車を211系に改造編入し、1100番台にした車両が組み込まれた。なお、転用に際してはグリーン車Suicaシステムの設置や寒冷地仕様への改造が実施され、組み換えで余剰となった付随車（サハ211形）は廃車となって長野総合車両センターで解体された。グリーン車を組み込んだ編成は2005年（平成17年）12月10日のダイヤ改正から運転を開始し、翌2006年（平成18年）9月17日までに17本が出揃った。
- 2006年7月8日のダイヤ改正では、上野発着の宇都宮線・高崎線の列車がすべてグリーン車連結となったため、グリーン車を連結しない編成の一部が余剰となり、宇都宮線宇都宮以北や両毛線での付属編成単独の運用が増加したほか、一部の3000番台（14編成70両）は千葉支社管内で運用されている113系を置き換える目的で幕張車両センターへ転出した。これらは大宮総合車両センターなどで帯色変更を受け、同年10月21日から総武本線・成田線をはじめとする千葉支社管内での運用を開始した。また、このダイヤ改正以降、それまでクモハ211形前面に装着されていた貫通幌がC編成の3号車を除き撤去されている。
- 2012年9月、E233系の投入による置き換えが開始され、同月より順次長野総合車両センターへの配給輸送が行われた[39][40]。同センターではグリーン車を含む付随車が廃車されるなど組み換えが行われ、転用までは各地に疎開留置された[41]。2013年度から長野総合車両センターへの転出が進められ、115系や123系を置き換えたほか、高崎車両センター配置のまま組み換えを経て高崎以北に運用の場を移し、2016年8月末ごろから2018年3月にかけて107系や115系を置き換えている。10両編成以上での運用については、2013年3月15日をもって宇都宮線大宮以北から撤退し、2014年3月14日には高崎線を含め全面的に終了した。なお、5両編成単独の運用は上越線（高崎 - 新前橋間）と両毛線で継続され、宇都宮線においても2014年3月24日まで行われていたほか、2016年3月26日のダイヤ改正では両毛線直通列車において5両編成の宇都宮線での運用が復活した。

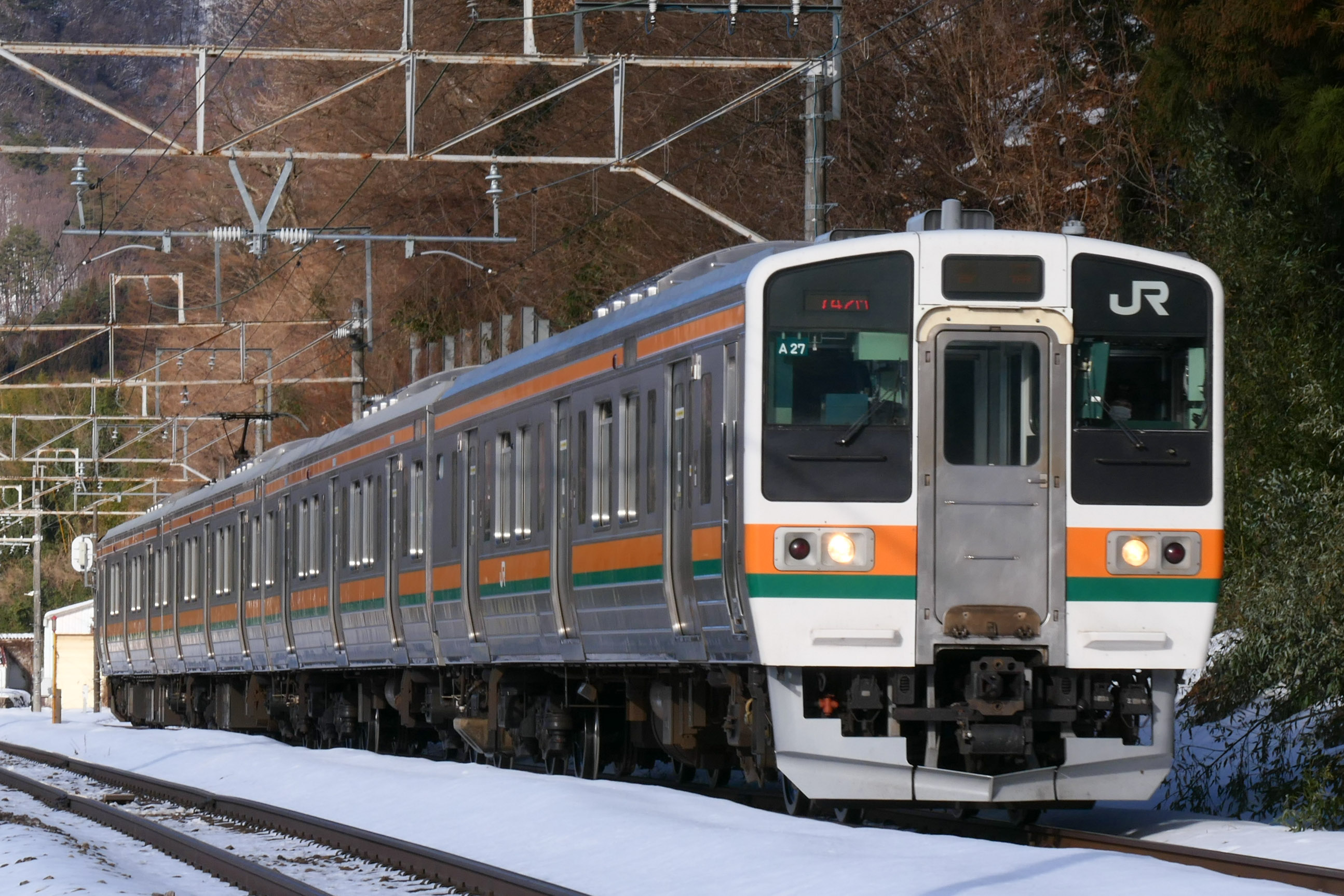
211系
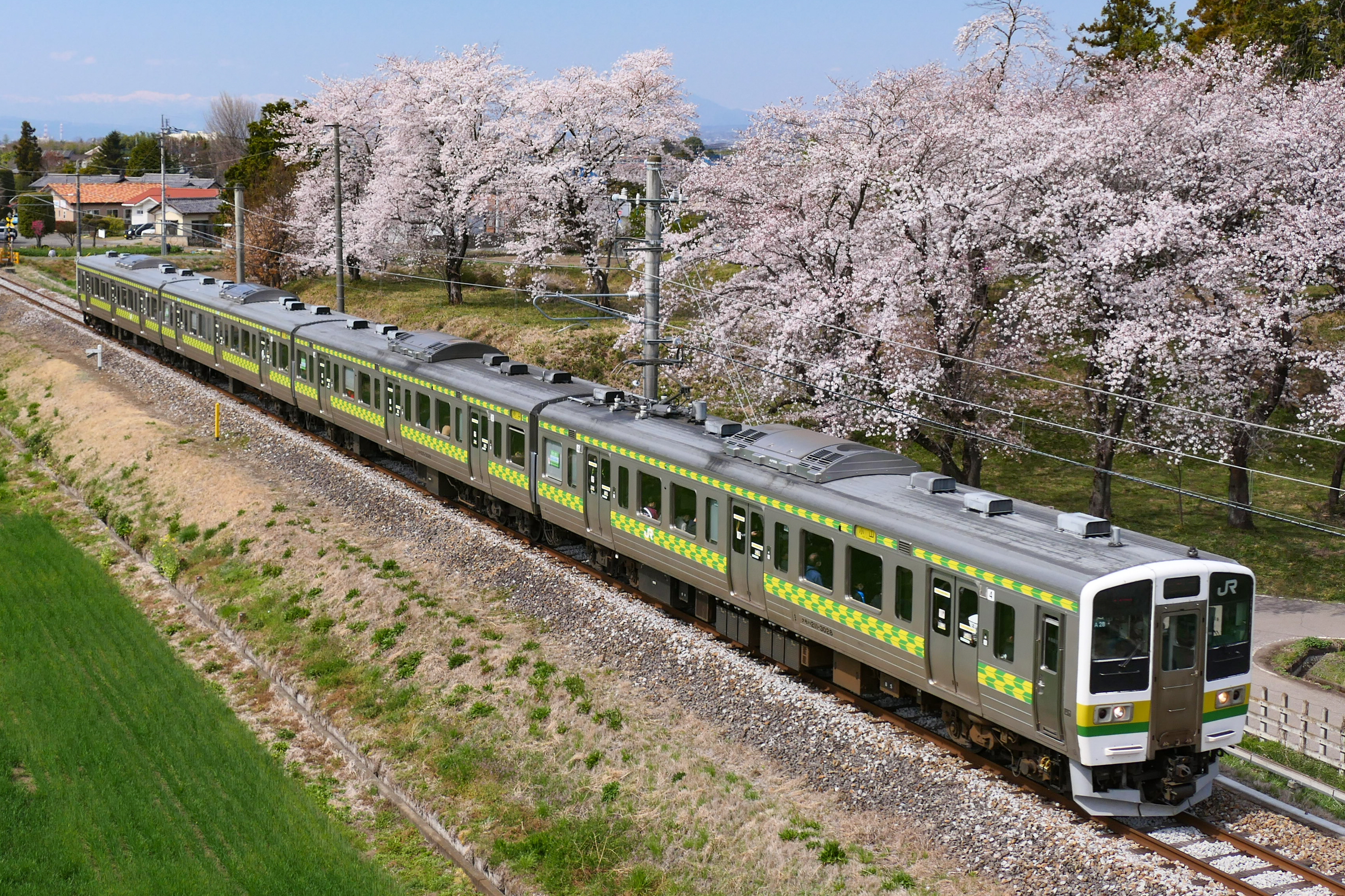
211系 矢絣柄ラッピング
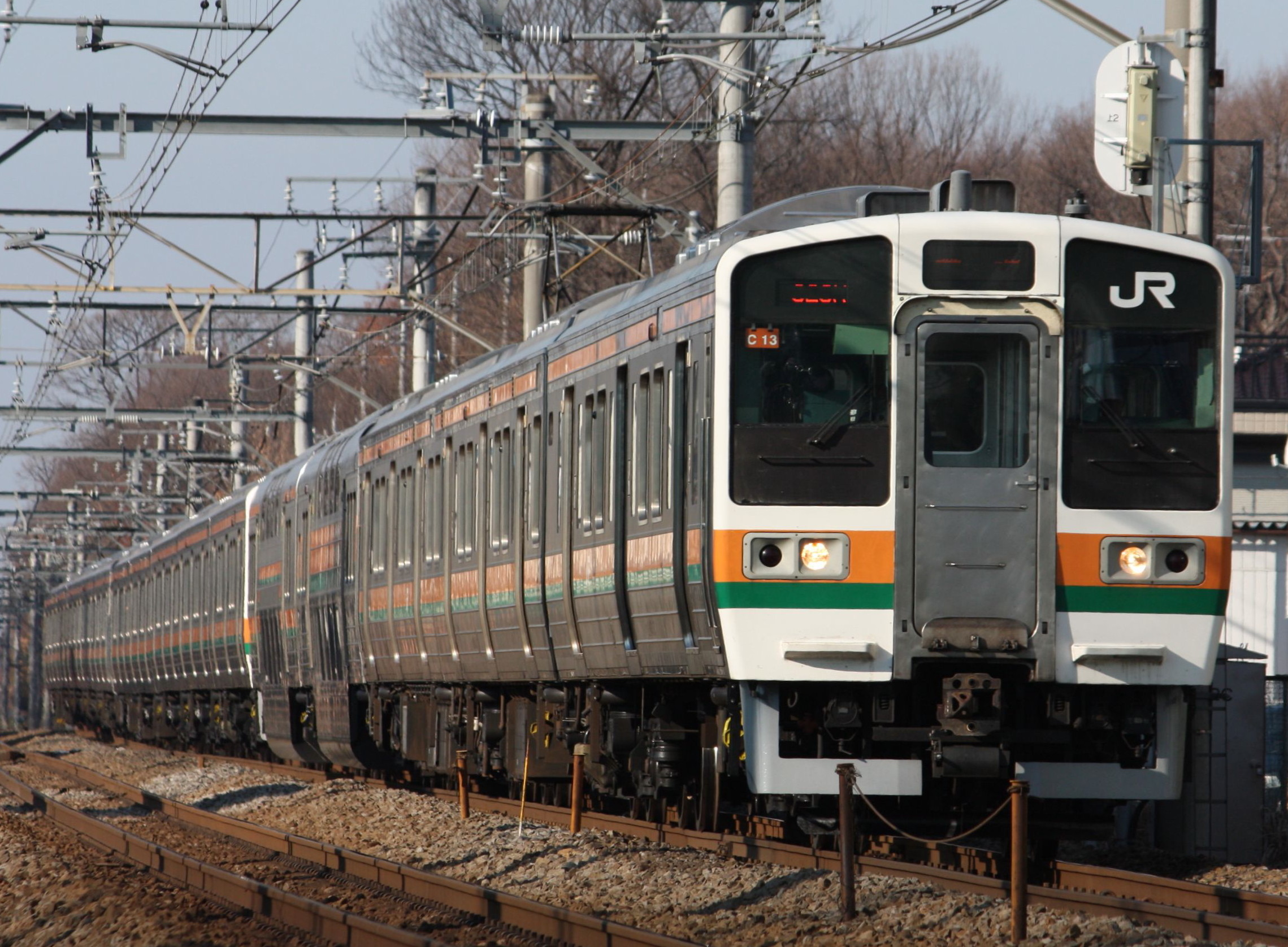
211系（高崎線時代）

### 過去の配置車両
前身組織の配置車両を含む。すべてを網羅したものではない。

#### 特急形
185系
- 200番台7両編成9本（63両）が配置されていた。
- 新前橋電車区時代は最大で7両編成16本（112両）が配置されていたが、1985年（昭和60年）と1988年（昭和63年）の2度に分けて、合わせて7両編成7本（49両）が田町電車区（→田町車両センター→東京総合車両センター田町センター）に転出した。1988年の転出は高崎線系統の特急と共通運用を組んでいた東北本線の新特急「なすの」削減と、その捻出車による東海道・伊東線の「踊り子」増発のためである。
- 2006年3月に大宮総合車両センター東大宮センターへと転出した。

183系
- 1000番台6両編成3本（18両）が配置されていた。
- 編成番号はS1 - S3で、S3編成のみ特急シンボルマークが残されていた。
- 波動輸送用として165系に替わって投入され、冬の初詣輸送や夏の臨時列車「マリンブルーくじらなみ号」などで運用していた。のちに、幕張からの転入車と差し替えられ、6号車以外が元幕張車に置き換えられたことで旧編成は廃車となった。
- 2006年3月に大宮総合車両センター東大宮センターへと転出した。

485系
- ジョイフルトレイン5本が配置されていた。
- 「やまなみ」：4両編成のお座敷グリーン車。高崎運転所配置のお座敷客車「くつろぎ」の経年廃車に伴い、1999年に導入された。2010年に営業運転を終了し、中間車は「リゾートやまどり」、先頭車は「ジパング」に再改造された。外装色の緑は上毛三山をイメージした外装。
- 「せせらぎ」：4両編成のお座敷グリーン車。高崎運転所配置のお座敷客車「やすらぎ」の経年廃車に伴い、2001年に導入された。2010年に営業運転を終了し、「リゾートやまどり」に再改造された。えんじ色の外装。「やまなみ」と併結可能で、号車番号は5 - 8号車とされていた。
- 「リゾートやまどり」：6両編成の普通座席車。2011年の「群馬デスティネーションキャンペーン」開催時に使用する車両として、「せせらぎ」全車と「やまなみ」中間車を再改造した。2022年12月11日に運用を終了した。
- 「宴」：6両編成のお座敷グリーン車。2015年に小山車両センターから転入し[42]、2019年2月23日に運用を終了した。
- 「華」：6両編成のお座敷グリーン車。2015年に小山車両センターから転入し[42]、2022年10月30日に運用を終了した。

#### 急行形
165系・169系（←165系900番台）
- 1963年2月に新製配置され、1985年まで両毛線・上越線・吾妻線の準急・急行列車で使用された。
- 1990年代後半以降は専ら波動用として運用され、2002年までに全車が廃車された。

#### 一般・近郊形
E233系3000番台
- 2012年から2015年まで、3000番台10両編成（L編成）17本（170両）と5両編成（D編成）16本（80両）が配置されて東北本線（宇都宮線）・高崎線・上越線（高崎 - 新前橋間）・両毛線（新前橋 - 前橋間）の普通・快速列車などで運用された。
- 2012年5月より[43][44]順次導入され、同年9月1日から高崎線系統で、2013年3月16日から宇都宮線系統で営業運転を開始して当センター所属の211系の上野口運用を置き換えた[39][45]。
- 2015年3月14日のダイヤ改正で基本、付属各1編成が国府津車両センターへ、それ以外は小山車両センターへ転出した[42]。

107系
- 100番台2両編成（R編成）が配置され、両毛線・上越線（高崎 - 新前橋間）・宇都宮線（東北本線）（小山 - 黒磯間）・信越本線（高崎 - 横川間）・上越線（新前橋 - 水上間）・吾妻線の普通列車で運用されていた[37]。また、小山車両センター配置の107系の代走で日光線に乗り入れることもあった。
- 211系の投入により運用離脱が進み、2016年7月に4本（8両）[46]と2017年4月から7月に8本（16両）が廃車[47]。残る7本（14両）も2017年9月までに順次定期運用を終了、10月1日・7日の団体列車の運行をもってJR線での営業を終了し[48]、最後に残った7本のうち1本は2017年11月に廃車[49]。それ以外の編成は8月から10月にかけて全て上信電鉄に移籍した[50]。

115系
- 塗装は「湘南色」[38]。1964年（昭和39年）2月25日から0番台、1973年（昭和48年）10月30日から300番台、1978年（昭和53年）3月6日から1000番台が配置された。高崎線では2005年まで運用され、その後は1000番台のみが上越線（高崎 - 水上間）、信越本線（高崎 - 横川間）、吾妻線、両毛線、宇都宮線（東北本線）（小山 - 宇都宮間）の普通列車で運用されていたが[37]、2018年3月に定期運行を終了した[51]。
- 1970年代までは前橋駅から東京駅経由で現在のJR東海管内富士駅まで直通する普通列車に1往復充てられていた（東海道線 (JR東日本)#国鉄時代・#使用車両、上野東京ライン#計画に至るまでの過程も参照）。両毛線直通列車として宇都宮線（東北本線）（小山 - 宇都宮間）の運用もあったほか、107系の代走で宇都宮 - 黒磯間や日光線に入線することもあった。また、2006年夏には臨時列車として北越急行ほくほく線でも運行された。
- 2016年4月1日時点では4両編成も11本在籍していたが[52]、同年9月に4本が[53]、同年10月・同年11月・同年12月に2本ずつ計6本が廃車され[54][55]、残る1本は付随車1両を廃車[54]して3両編成となった。これにより4両編成の配置は無くなり、3両編成のみとなった。定期運行終了後の2018年4月1日時点で在籍した3両編成10本のうち、T1040編成以外の9本は電動空気圧縮機 (CP) の交換、補助電源装置を電動発電機 (MG) から静止形インバータ (SIV) に交換、客室内装の更新などが施工されたリニューアル車であった。
- 運用終了後もT1040編成のうちクモハ115-1030のみが車籍を有し、長野総合車両センターに留置されていたが、2025年1月17日に青梅鉄道公園へ譲渡されるため除籍され[36]、JR東日本において形式消滅となった。

#### その他（旧型・事業用車）
80系
クモヤ145形
- 牽引車。107が配置されていたが、2020年2月21日付で廃車された[56]。

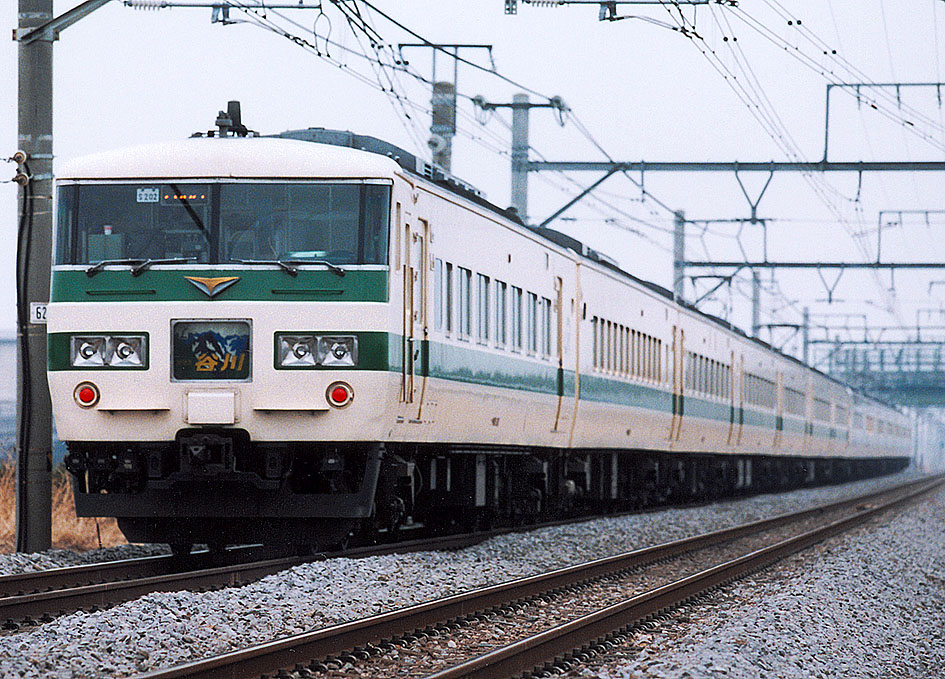
185系200番台
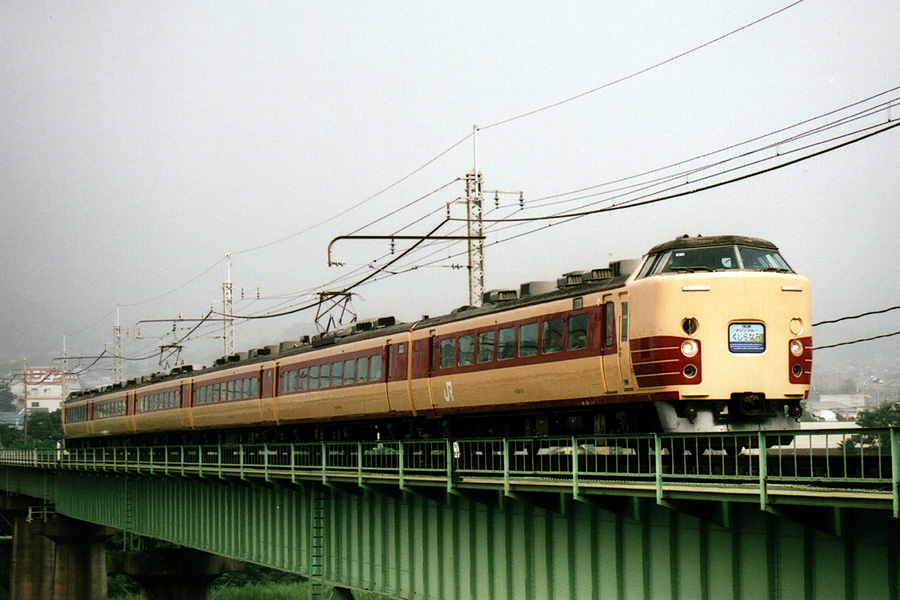
183系1000番台
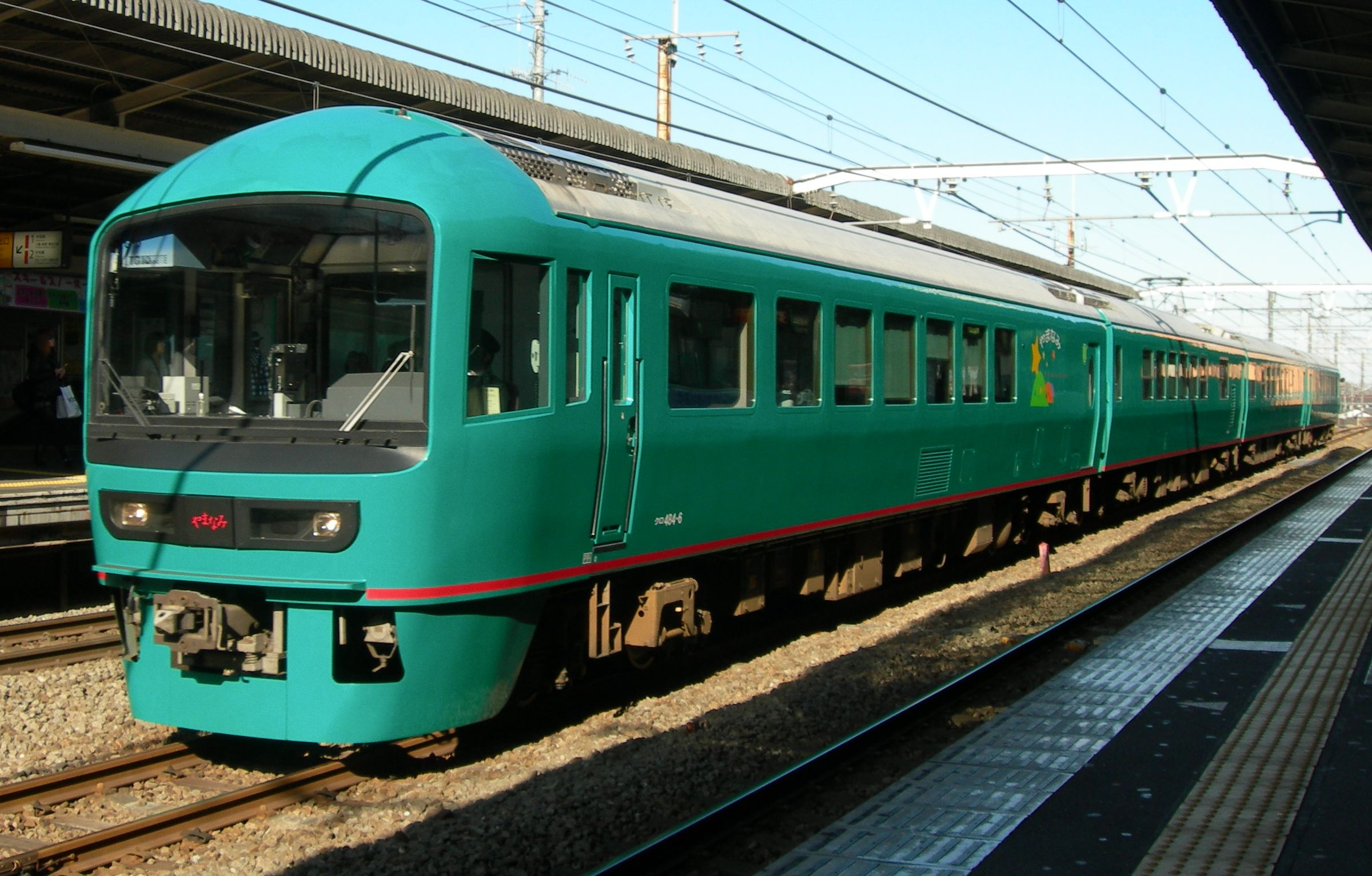
485系 やまなみ
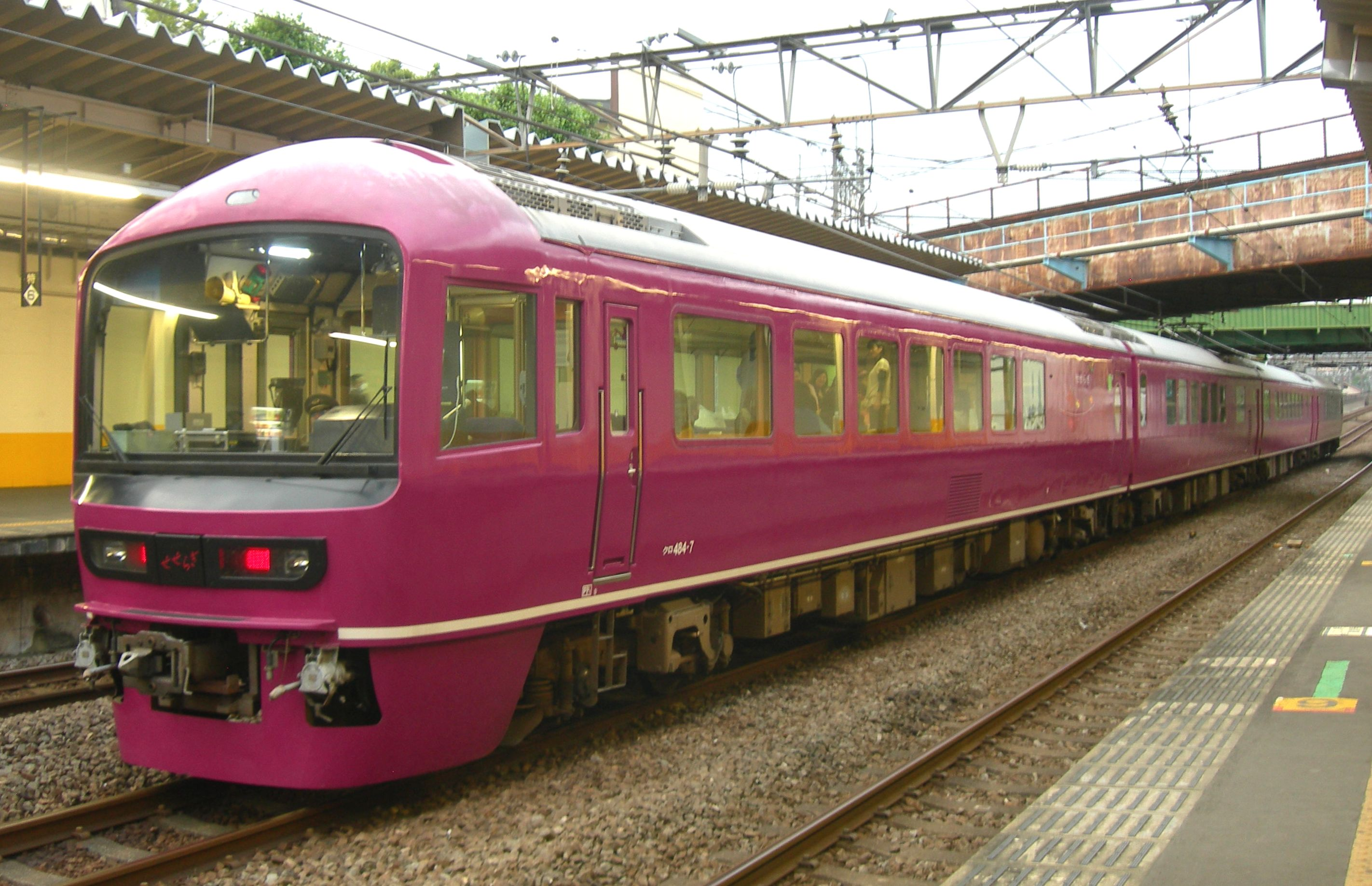
485系 せせらぎ
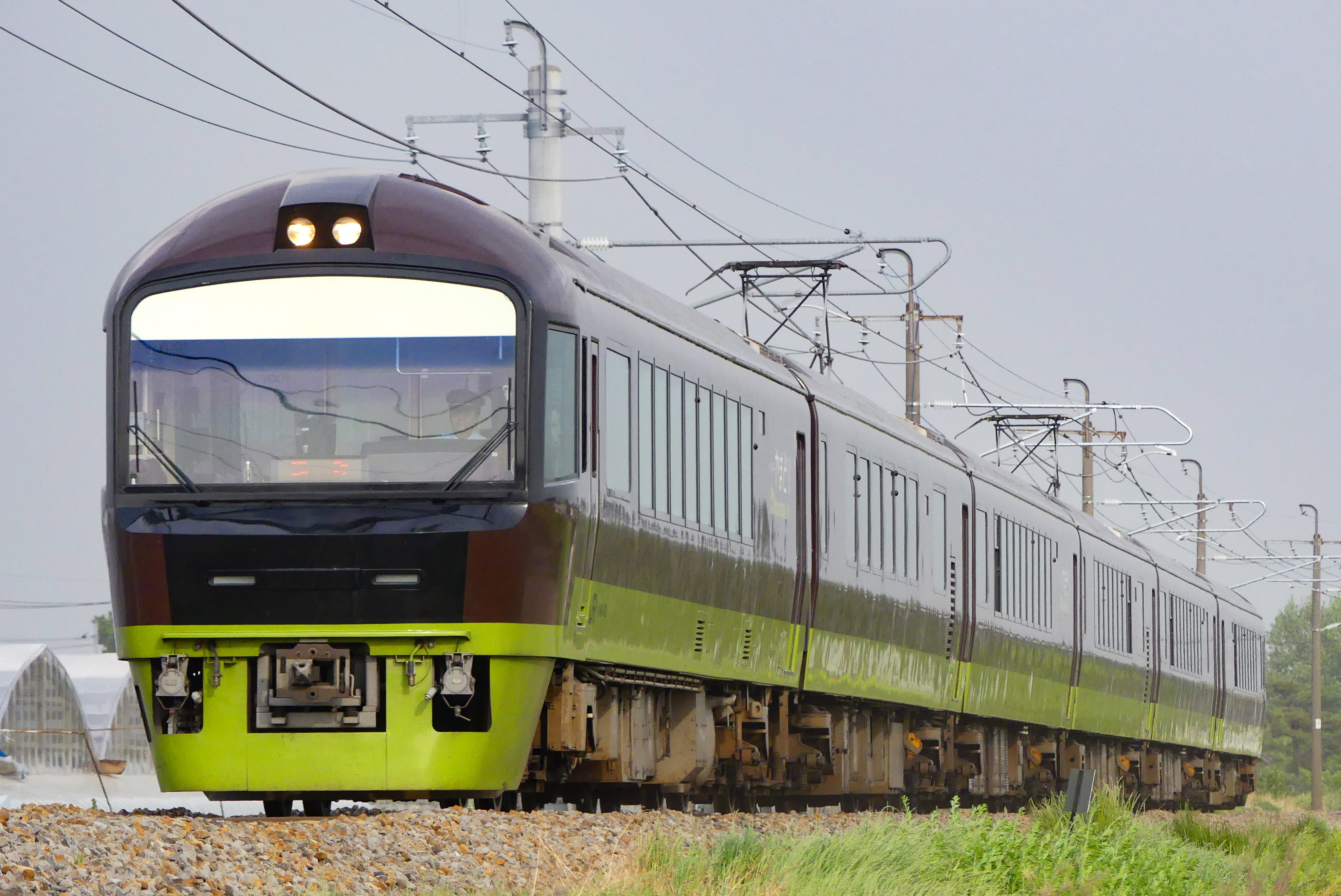
485系 リゾートやまどり
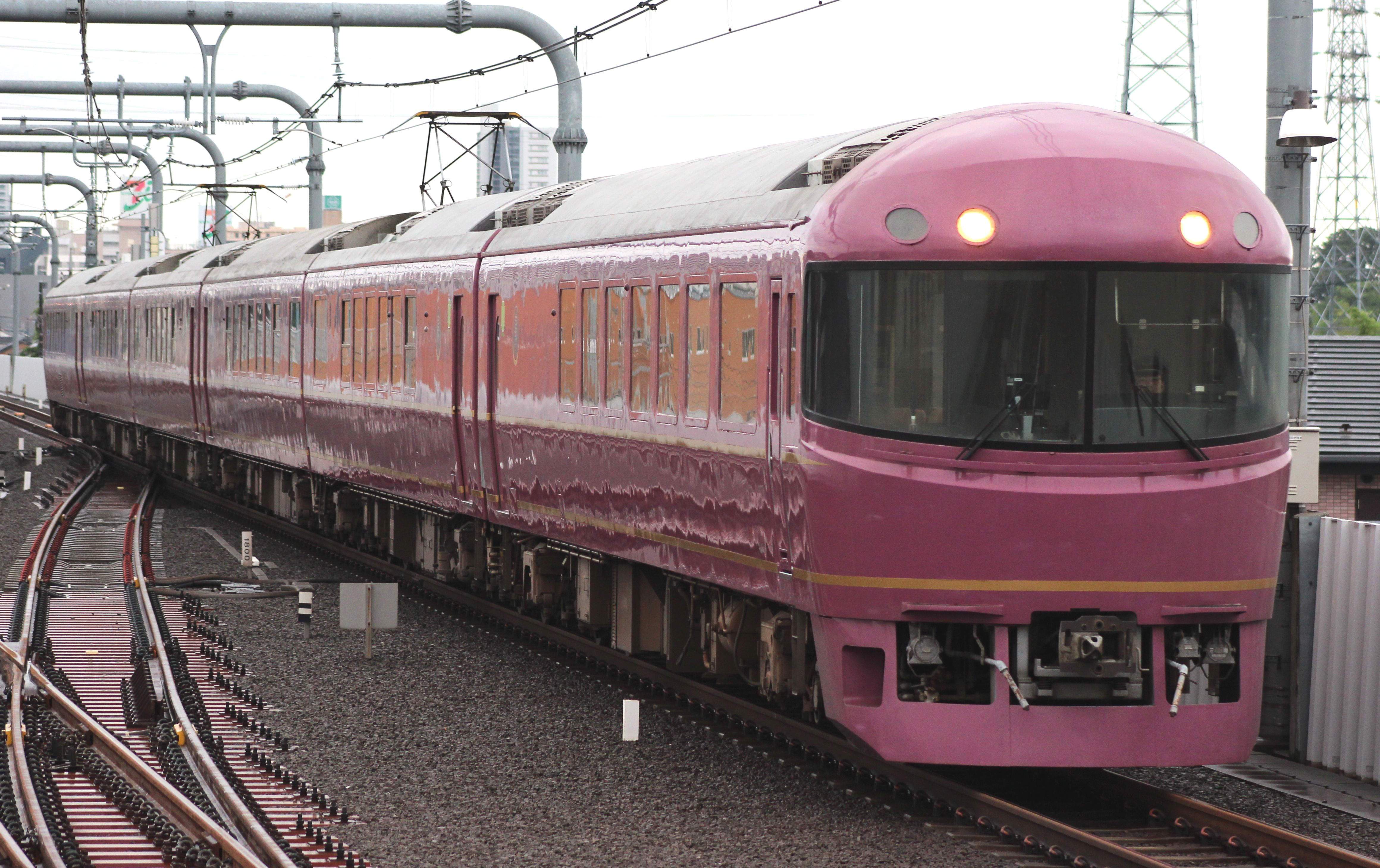
485系 宴
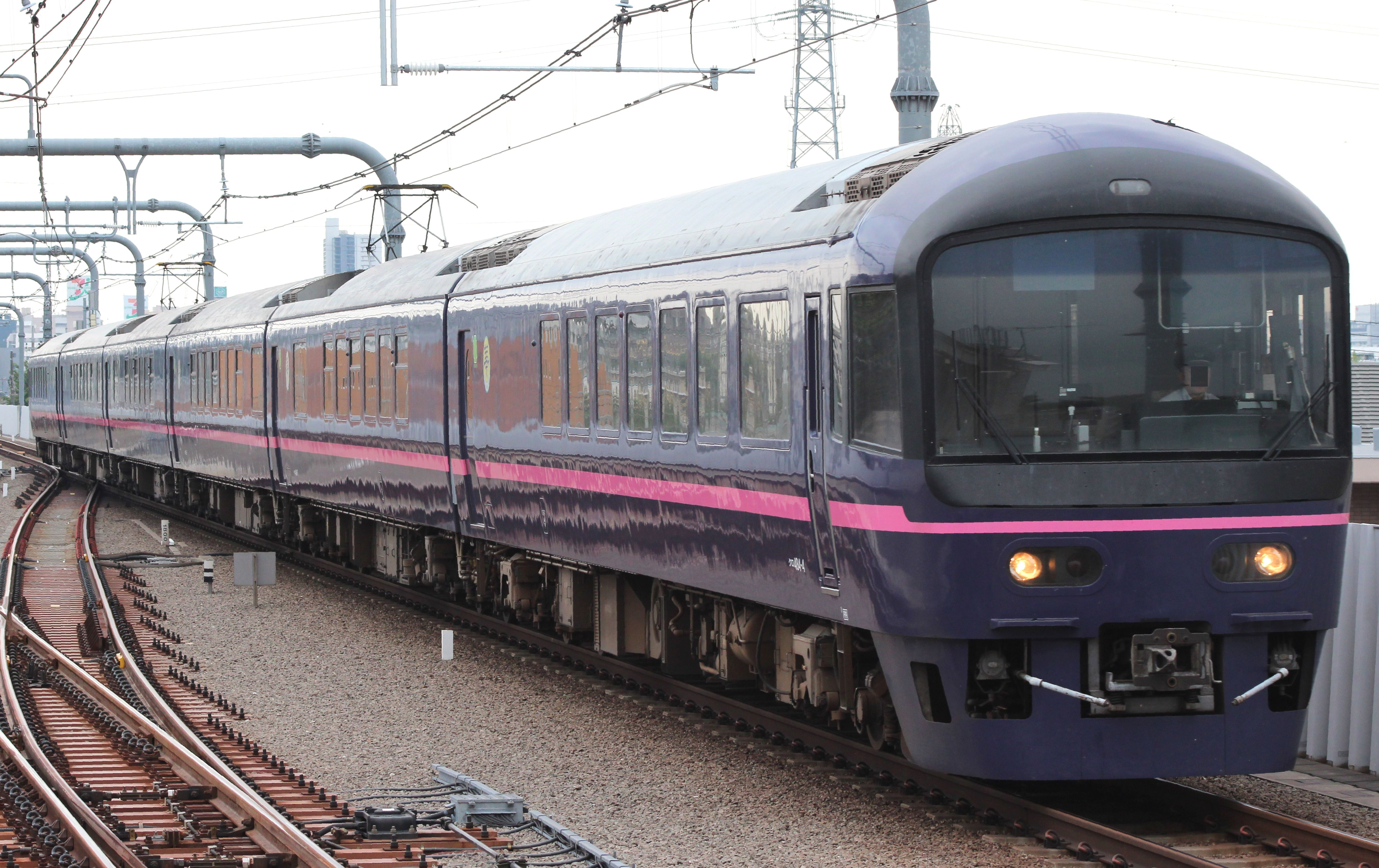
485系 華
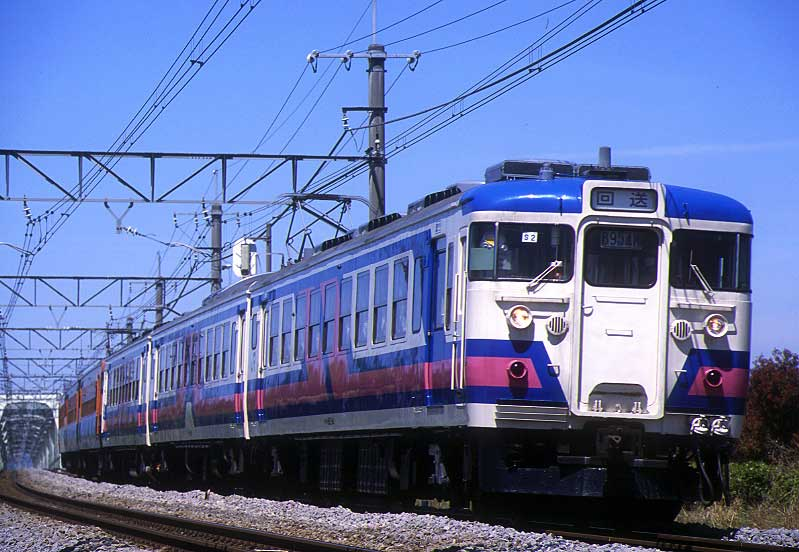
165系
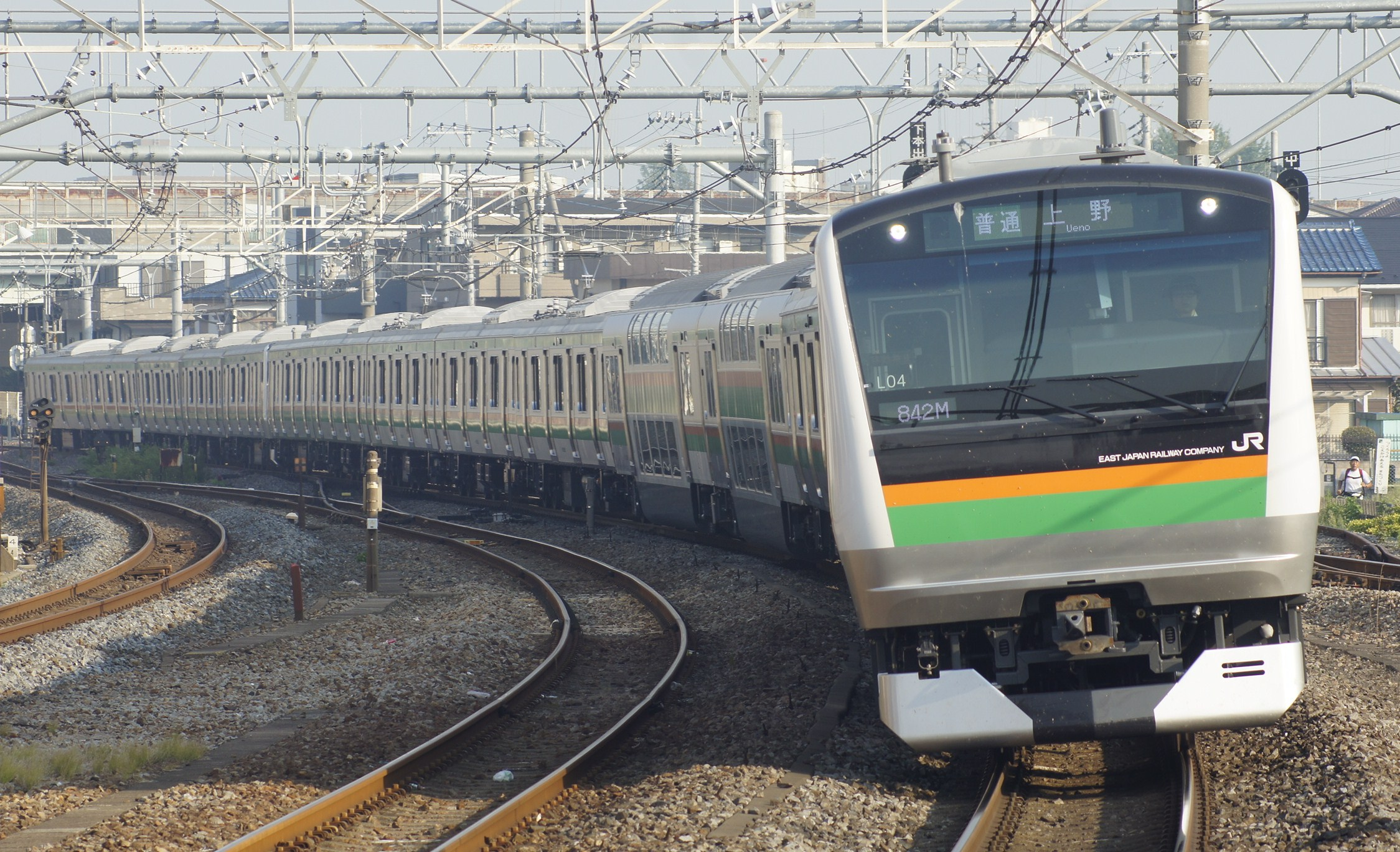
E233系3000番台
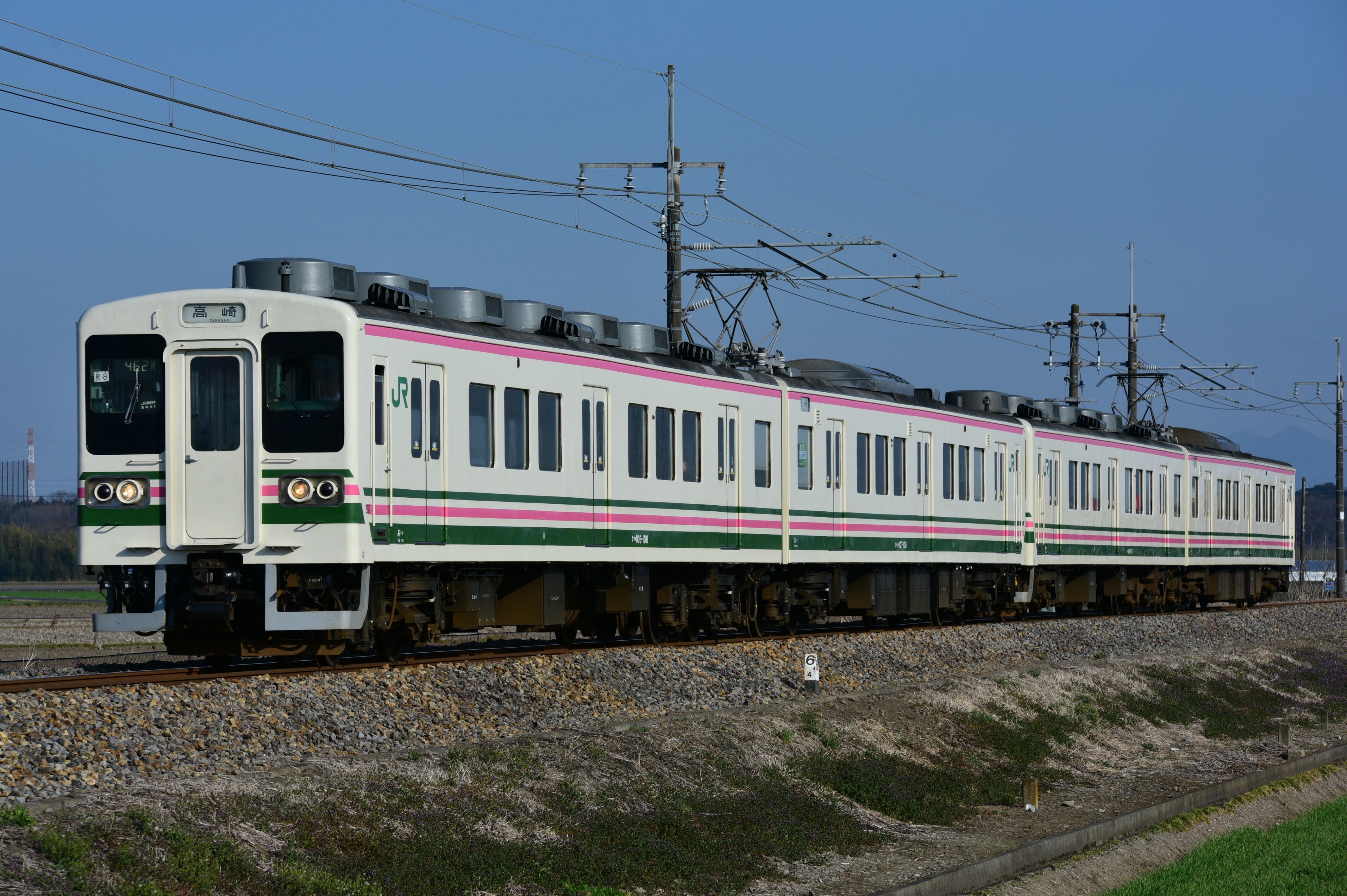
107系
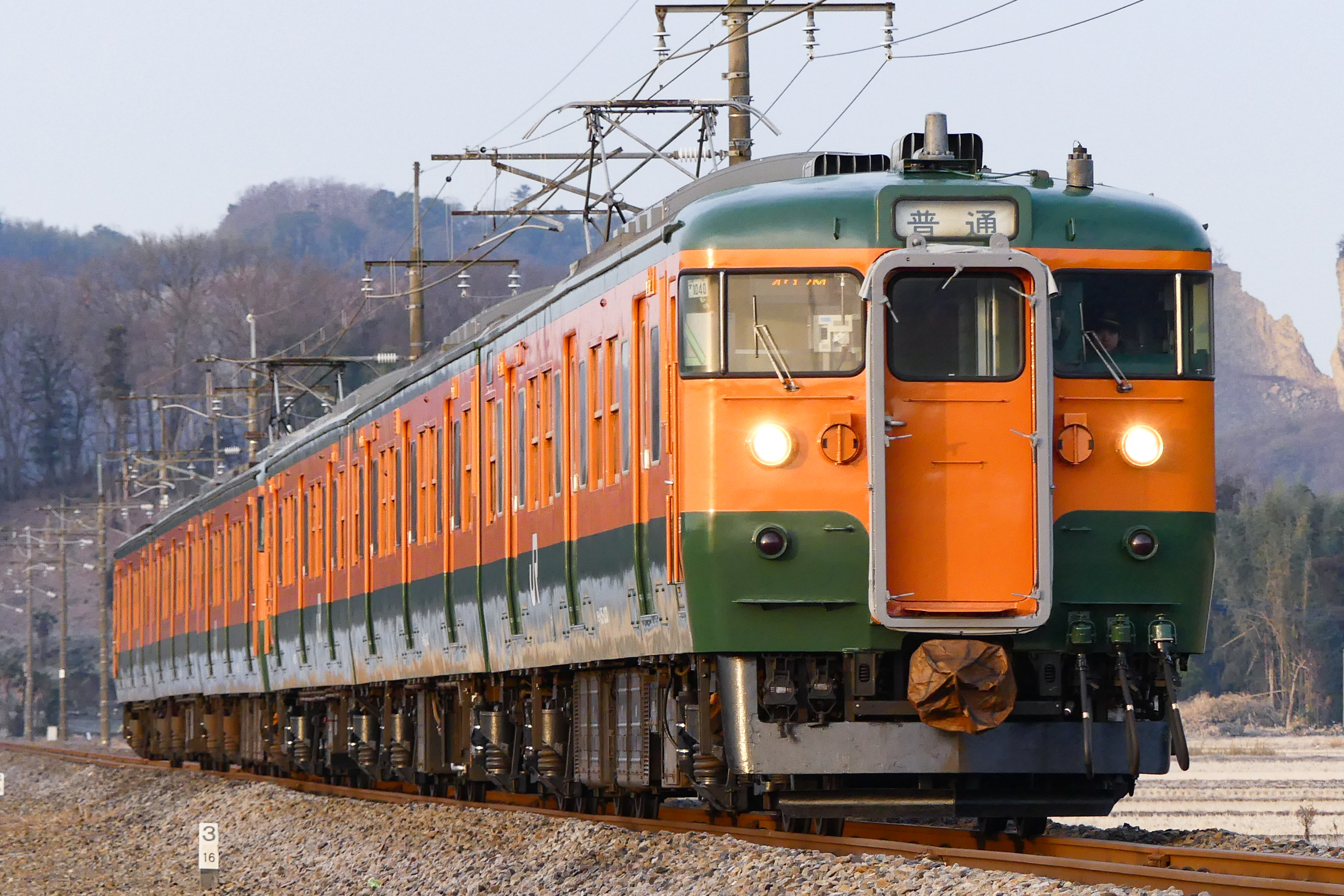
115系1000番台
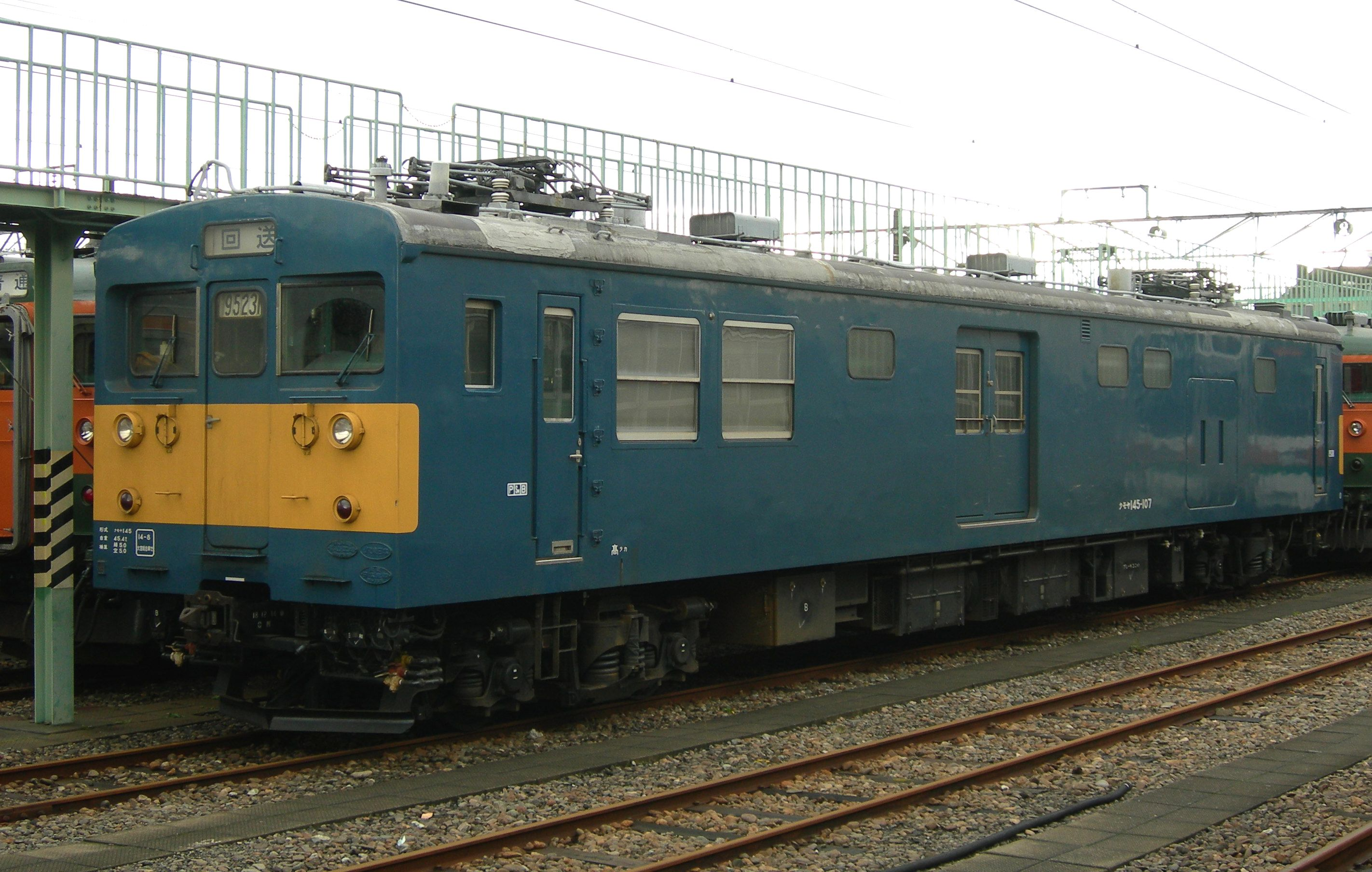
クモヤ145-107